# Odeon Cinemas

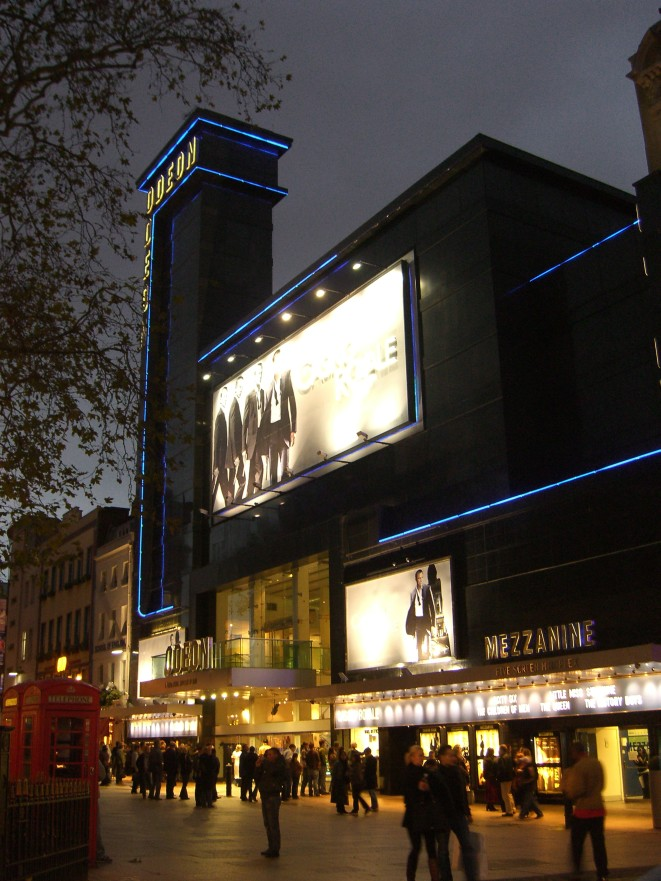
Kino Odeon przy Leicester Square w Londynie – miejsce o światowej randze w świecie filmu.

Odeon Cinemas – brytyjska sieć kin. Znajduje się w posiadaniu Odeon & UCI Cinemas Group.
Została założona w 1928 roku przez Oskara Deutscha. Według źródeł związanych z firmą nazwa jest akronimem hasła reklamowego: „Oscar Deutsch Entertains Our Nation” (ang. Oskar Deutsch zabawia nasz naród).

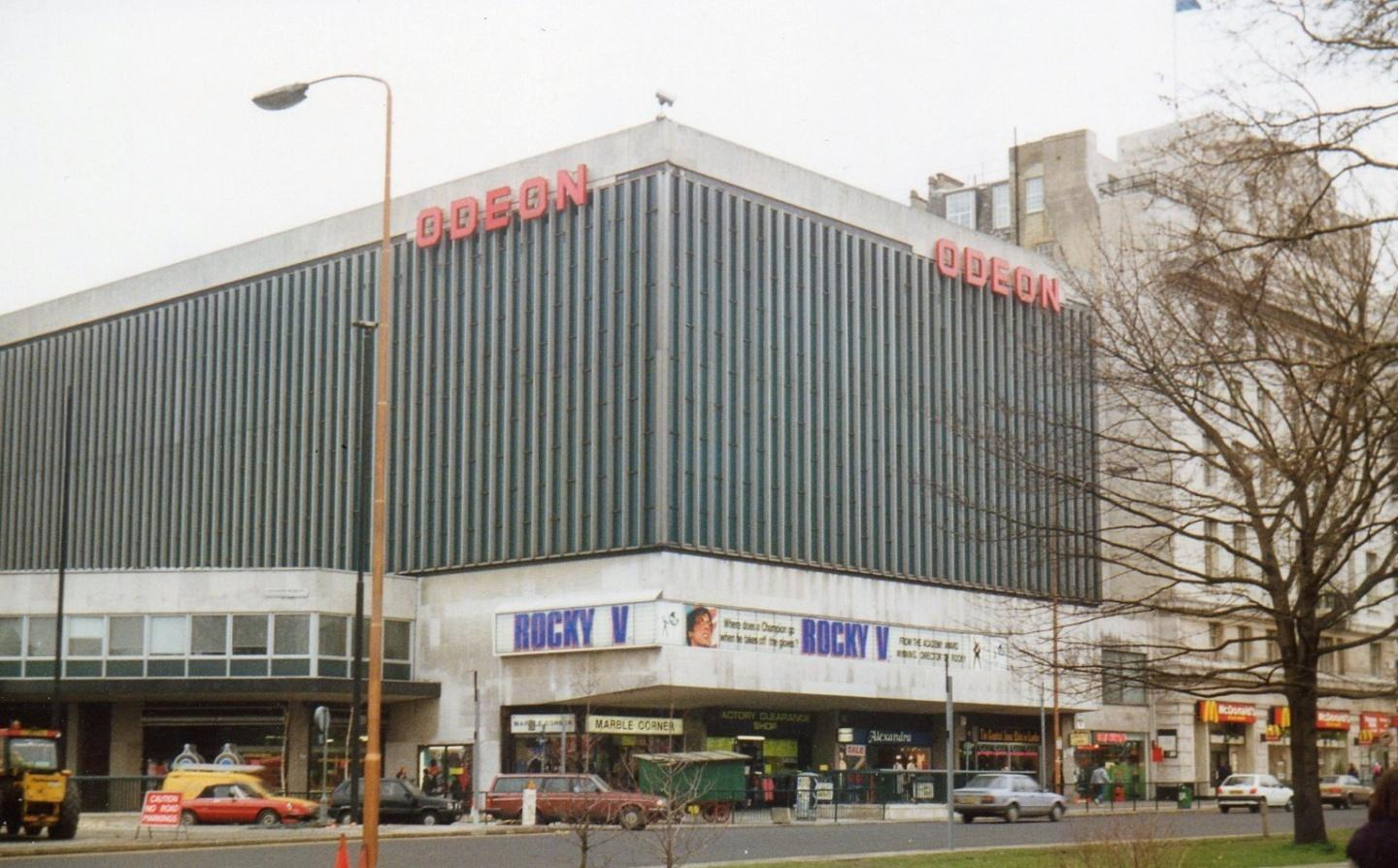
Kino Odeon przy Marble Arch w Londynie. W 1967, po przebudowie, było to największe kino wybudowane w Wielkiej Brytanii po zakończeniu II wojny światowej.
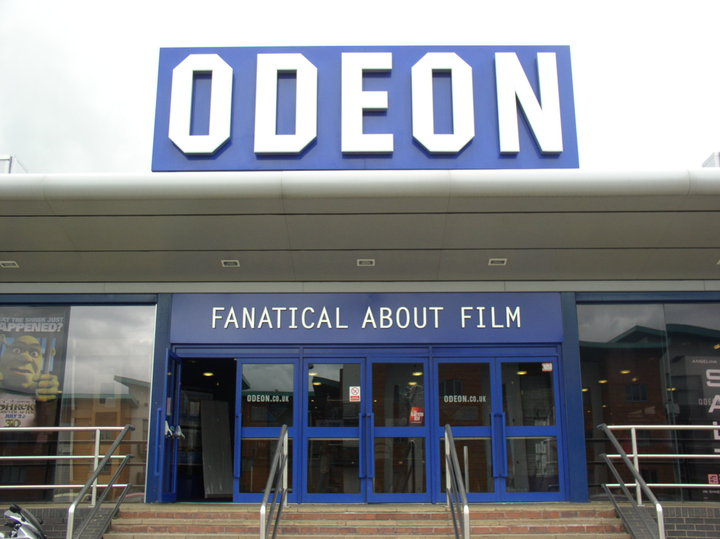
Front kina w Merry Hill w hrabstwie West Midlands z aktualnym logo sieci.
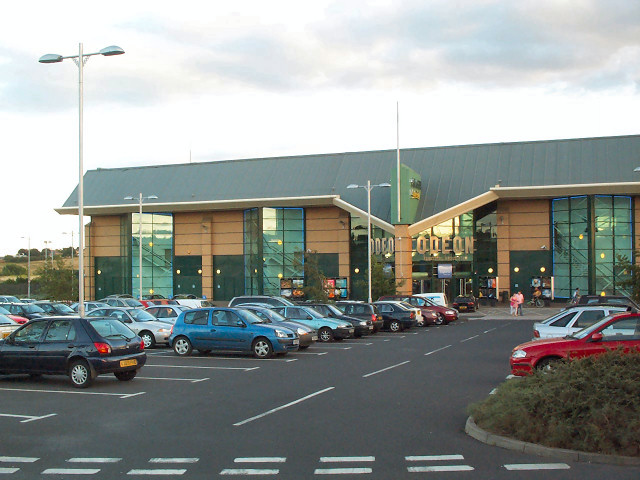
Kino Odeon w Thornbury w hrabstwie West Yorkshire.
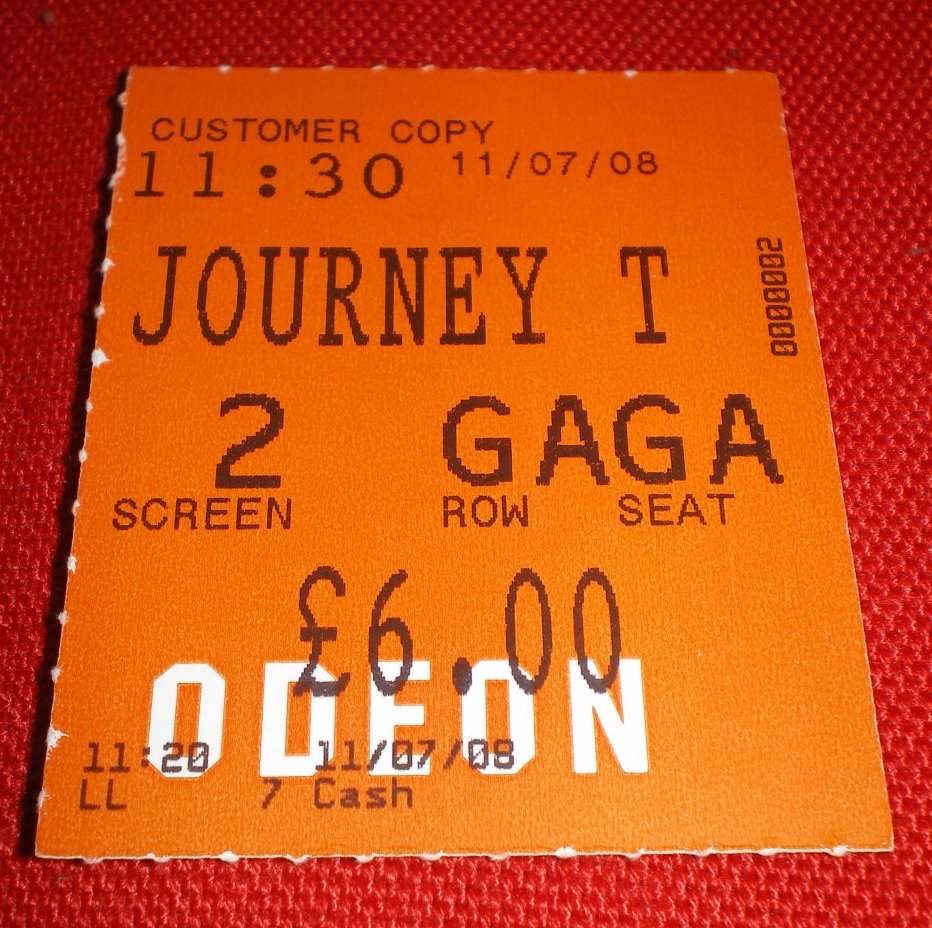
Bilet do kina Odeon w Manchesterze na seans trójwymiarowego filmu Podróż do wnętrza Ziemi 3D opartego na wątkach z powieści Juliusza Verne’a (GA – ang. General Access, pl. dostęp swobodny)
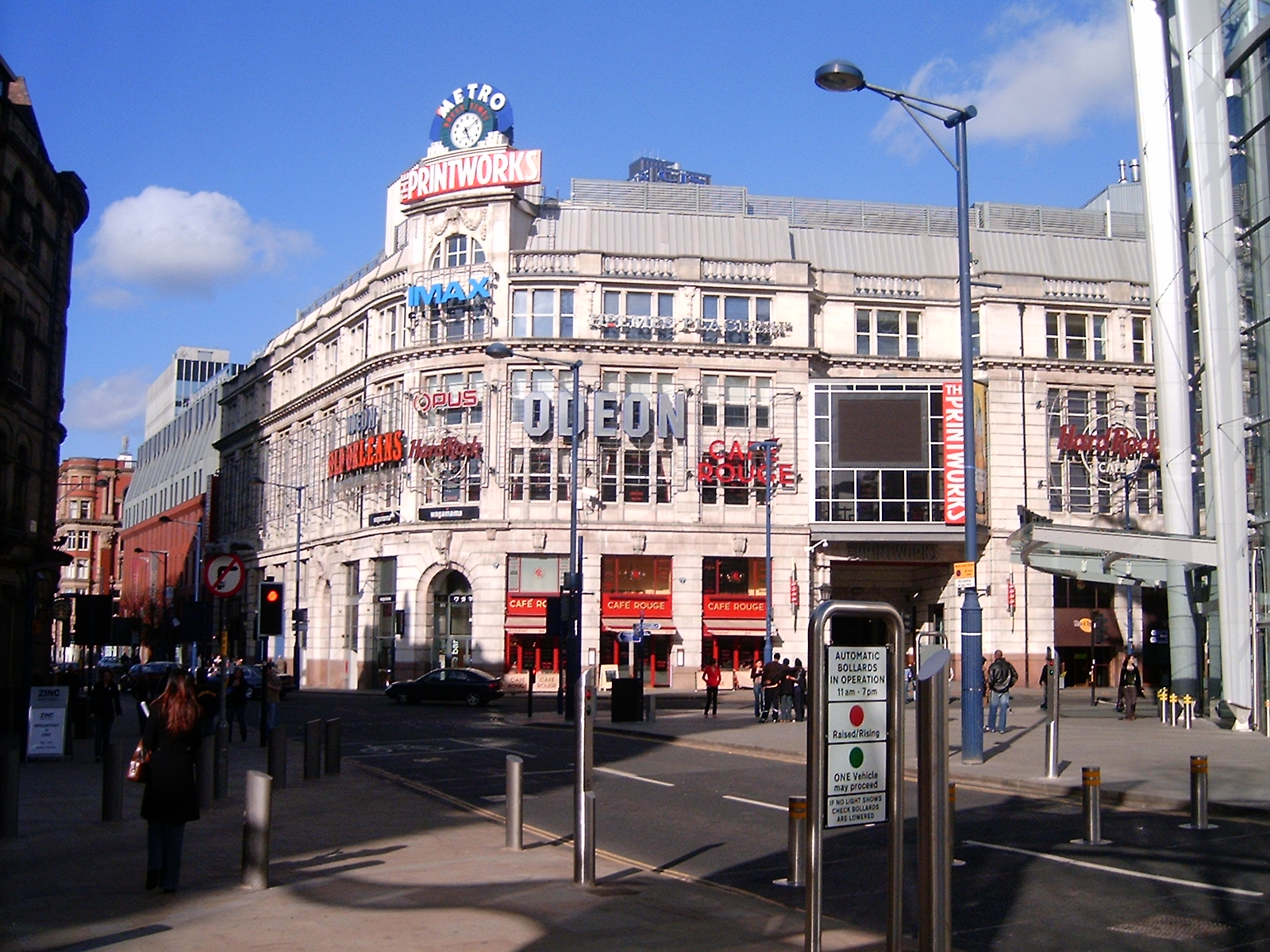
Centrum rozrywkowe „The Printworks” w centrum Manchesteru z wieloekranowym kinem sieci Odeon.